# Meleg István
Meleg István (Békéssámson, 1954. augusztus 9. – Szeged, 2001. december 30.), a szegedi Radnóti Miklós Kísérleti Gimnázium széles körben elismert kémia tanára.

## Életútja
Meleg István 1954. augusztus 9-én született Békéssámsonban. 1978-ban a József Attila Tudományegyetemen kémia–fizika szakos tanári oklevelet kapott. 1980. augusztusától 2001-ig tanított a szegedi Radnóti Miklós Kísérleti Gimnáziumban. Megszállottja volt a minőségi tehetséggondozásnak a kémia terén. 42 tanulója jutott be, illetve ért el jelentős eredményeket OKTV-döntőben, és összesen 35 diákja szerepelt az Irinyi János Kémiaverseny döntőjében. Emlékére egykori barátai, kollégái és volt tanítványai létrehozták a Meleg István Alapítvány a Kémia Oktatásáért közhasznú szervezetet.